# زنبورربای بزرگ
زنبوررُبای بزرگ (نام علمی: Acherontia lachesis) یا قوش‌بید کلهٔ مرگ  مهتر نام یک گونه از سرده قوش‌بیدهای کله مرگ است.